# Platycercacris
Platycercacris is een geslacht van rechtvleugeligen uit de familie veldsprinkhanen (Acrididae). De wetenschappelijke naam van dit geslacht is voor het eerst geldig gepubliceerd in 2001 door Zheng & Shi.

## Soorten
Het geslacht Platycercacris  is monotypisch en omvat slechts de volgende soort:
- Platycercacris liangshanensis (Zheng & Shi, 2001)